# 보은고등학교
보은고등학교(報恩高等學校)는 대한민국 충청북도 보은군 보은읍 죽전리에 있는 사립 고등학교이다.

## 학교 연혁
- 1975년 12월 1일 : 학교설립(15학급) 인가 (학교법인 운호학원에서 설립)
- 1976년 3월 6일 : 개교 및 입학식(5학급) 및 초대 이진환 교장 취임
- 1979년 2월 20일 : 제1회 졸업식
- 1980년 5월 15일 : 학교법인 문흥학원(설립)으로 운영권 변경
- 1980년 5월 15일 : 학교법인 문흥학원 초대 홍진오 이사장 취임
- 1987년 9월 17일 : 21학급 남녀공학으로 학칙변경 인가
- 1994년 4월 6일 : 기숙사 개축준공 운영
- 2006년 7월 31일 : 자율학교 지정(충청북도교육청)
- 2009년 10월 21일 : 교육과학기술부지정 기숙형 일반계고등학교 선정
- 2010년 12월 30일 : 기숙학사(현송관) 준공(132명, 2,659.73m2)
- 2017년 6월 5일 : 자율학교(기숙형 고등학교) 지정(2017.03.01~2022.02.28)
- 2018년 5월 15일 : 학교법인 문흥학원 제2대 홍영택 이사장 취임
- 2024년 2월 7일 : 제46회 졸업식(4학급 82명, 연인원 9,445명)
- 2024년 3월 4일 : 제49회 입학식(4학급 77명)
- 2024년 9월 1일 : 제11대 윤여찬 교장 취임

## 참고 자료
- 보은고등학교 - 한국교육학술정보원 학교알리미